# Rio Caru
Rio Caru är ett vattendrag i Brasilien.   Det ligger i delstaten Maranhão, i den nordöstra delen av landet, 1 400 km norr om huvudstaden Brasília.
Omgivningarna runt Rio Caru är huvudsakligen savann. Runt Rio Caru är det glesbefolkat, med 17 invånare per kvadratkilometer.